# Евапорити

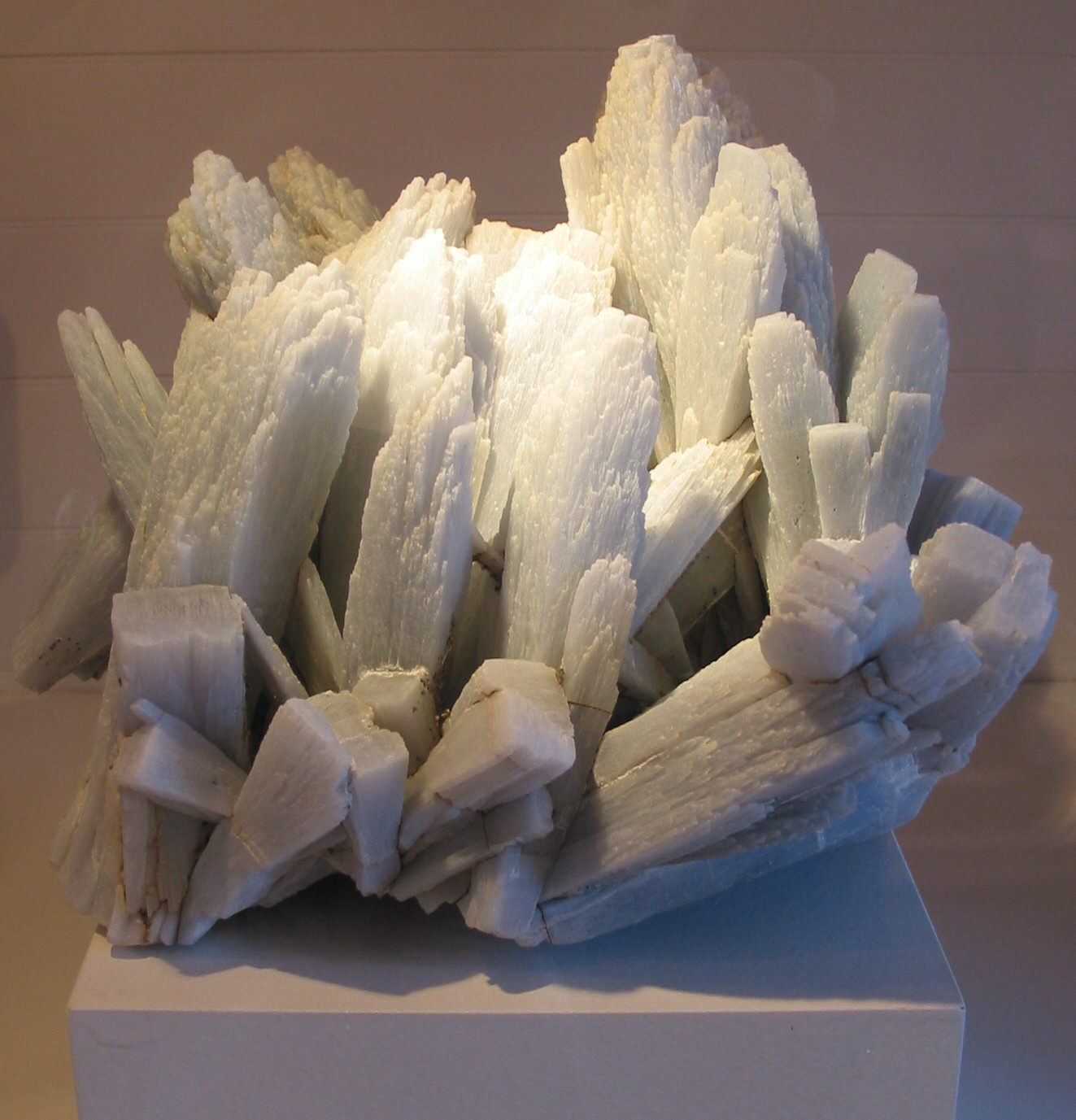
Ангідрид

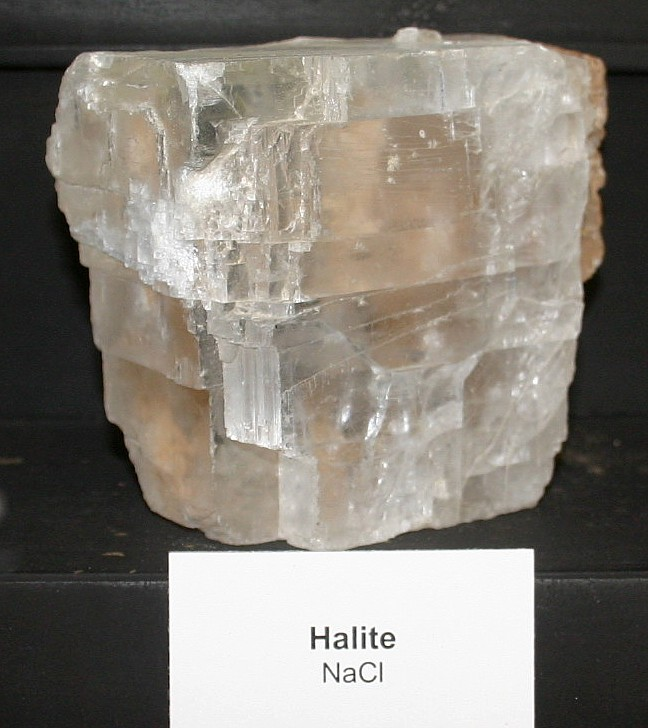
Галіт

Евапорити (рос. эвапориты, англ. evaporites, нім. Evaporite m pl) — мінерали, які утворюються внаслідок випаровування розчинів. Евапорити можуть бути рідкими (розсоли) і твердими (осади).

## Загальний опис
У міру випаровування в морському або озерному басейні мінерали осаджуються в порядку розчинності, починаючи з найбільш важкорозчинних мінералів. Потім вони утворюють послідовність, яка називається циклом випаровування або сольовим циклом. В ідеалі гірська порода з найбільш важкорозчинного мінералу формує основу циклу, а гірська порода з найбільш легкорозчинного мінералу формує вершину циклу: Всі водоймища, де утворюються евапорити, розташовані в аридних і напіваридних кліматичних зонах. Осади в них представлені набором мінералів від важкорозчинних (хемогенний кальцит, гідромагнезит, гіпс) до легкорозчинних (галіт, астраханіт, мірабіліт, ґлауберит, епсоміт, карналіт).
З викопних відкладів до евапоритів належать соляні породи пізньопліоценового віку, а також ті галогенні відклади, які утворилися з морських, континентальних і слабкомінералізованих гідротермальних вод у процесі підвищення їх мінералізації сонячним випаровуванням (галогенез).

## Поширення
Найважливішою солоною серією Центральної Європи є серія Цехштейна верхньої пермі. Відклади верхньої пермі Оклахоми та Техасу, а також західно-уральський форландський басейн («Передуральський») у Росії також мають потужні товщі евапоритів. У надрах Середземного моря є відносно молоді відклади (мессінські евапорити).
В Україні евапоритові формації поширені у девонських відкладах рифтової зони Дніпровсько-Донецької западини, у пермських відкладах Донецької складчастої споруди, юрських та неогенових Передкарпатського прогину, неогенових — Закарпатського прогину, а також у сучасних лагунних відкладах Сиваша. Вони утворюють потужні верстви, що перешаровуються з аргілітами та алевролітами.
Родовища галіту розробляють у Донбасі, Передкарпатті, на Закарпатті, у Присивашші; сульфатних калійних солей — у Передкарпатті, гіпсу і ангідриту — на Донбасі.

## Інтернет-ресурси
- California State University evaporites page